# Верхозим
Верхози́м — посёлок городского типа в Кузнецком районе Пензенской области России, совместно с одноимённым селом и деревней Боровая образует городское поселение Рабочий посёлок Верхозим.

## География
Посёлок расположен в 35 км к юго-западу от Кузнецка на высоком лесистом берегу реки Кадады.

## История
Основан как деревня во второй половине XVIII века, вероятно, в промышленных целях. В 1785 году владельцем деревни был самый именитый помещик Городищенского уезда граф Андрей Петрович Шувалов, имевший в уезде 1322 крепостных души. Потом он или его наследник перепродал Верхозим другим помещикам. В 1911 году село было частью Кунчеровской волости Кузнецкого уезда — 159 дворов крестьян, бывшими крепостными Аничковой, имелась церковь и церковно-приходская школа.
В 1856 году купец Дебердеев построил здесь небольшую суконную фабрику на реке Кададе, напротив с. Верхозим, от которого перешло и название фабричного поселка. Крестьяне этого села являлись основной рабочей силой на фабрике. Первыми рабочими стали поденщики помещицы Аничковой. Зимой им платили 15-20 коп., летом — 25 коп. в день «на своих харчах». В конце 19 века при фабрике были построены первые жилые дома для рабочих. Сильный толчок развитию фабрики дали Русско-японская война 1903 года и Первая мировая, потребовавшие большого количества шинельного сукна. В 1915 году на предприятии трудились до 1800 рабочих, которые вырабатывали до 18,5 тыс. кусков сукна. Шерсть для него приобреталась как в окрестных селах, так и в Оренбурге, Ташкенте, вообще в Средней Азии. В год предприятие перерабатывало 70 тыс. пудов шерсти. Имелось 5 паровых машин общей мощностью 286 лошадиных сил, 2 нефтяных двигателя (160 лошадиных сил), 1 газогенераторный (90 л. с.) двигатель, водяная турбина (65 л. с.). В 1914 году на фабрике «Товарищество Шимухамет Дебердеев с братьями», как она именовалась в то время, действовали 1 трепальная машина, 7 ваточных аппаратов, 4 секрета на 400 нитей, 5 мюльных машин на 1560 веретен, 5 мотальных машин на 120 початок; 3 сновальных, 50 механических станков, 4 валяльные машины. В результате пожара (1916 год), революционных событий и Гражданской войны производство сукон уменьшилось, однако в 1920—1930-е годы, после реконструкции, фабрика вновь вышла на довоенный уровень производства сукна. После национализации в 1918 году фабрика получила название «Мир хижинам». В послевоенный период произошла ещё одна реконструкция фабрики. Раздвинул границы и сам посёлок. Продолжилось освоение гражданских образцов тканей, а также расширилось строительство жилищного и социально-культурного фонда.
В 1926 году в фабричном поселке насчитывалось 266 жилых домов. В 1936 году село Верхозим вместе с фабричным поселком переданы из Кузнецкого в Камешкирский район.
В 1938 году населённый пункт получил статус поселка городского типа.
20 марта 1945 года посёлок вновь передан в состав Кузнецкого района, поскольку сырьевая база в основном находилась в этом городе.
С 1990-х фабрика переживает упадок, а жители перешли на самообеспечение. В середине 1990-х здесь образовалась суконная фабрика АО «Рассвет» (560 работающих), работающая с пряжей и неткаными материалами типа тканей. В личной собственности жителей посёлка 226 коров и большое количество другого скота. В посёлке также имеются поликлиника, аптека, средняя школа (330 учащихся), дом культуры, библиотека, музыкальная школа и музей истории поселка (открыт в 1973 году). В окрестностях с 1970-х добывается нефть для производства битума, применяемого в дорожном строительстве.

## Население
| 1897  | 1911  | 1926  | 1930  | 1939  | 1946  | 1959  |
| ----- | ----- | ----- | ----- | ----- | ----- | ----- |
| 681   | ↗1038 | ↗1136 | ↗1660 | ↗1912 | ↗2806 | ↗2839 |
| 1970  | 1979  | 1989  | 1998  | 2002  | 2009  | 2010  |
| ↘2043 | ↘1931 | ↘1907 | ↘1900 | ↘1779 | ↘1746 | ↗1785 |
| 2012  | 2013  | 2014  | 2015  | 2016  | 2017  | 2018  |
| ↘1722 | ↘1698 | ↘1662 | ↘1618 | ↘1589 | ↘1542 | ↘1501 |
| 2020  | 2021  |       |       |       |       |       |
| ↘1454 | ↗1504 |       |       |       |       |       |

## Известные люди
В Верхозиме прошло детство известной поэтессы Маргариты Агашиной (род. в 1924). Родина доктора филологических наук, заслуженного деятеля науки России Елены Сергеевны Скобликовой (род. в 1924).

## Фото
- Руины Верхозимской фабрики (2018)
- Река Кадада в окрестностях Верхозима (2018)
- Часовня в Верхозиме (6 января 2021 г.)
- Школа в Верхозиме (6 января 2021 г.)

## Видео
- Верхозим, Пензенская область (6 января 2021 г.)
- Верхозим и Кадада, съёмка с квадрокоптера (17 июня 2018 г.)
- Плотина на Кададе (4 мая 2022 г.)
- Плотина на Кададе (2013)